# Stanisław Gądecki
Stanisław Andrzej Gądecki (ur. 19 października 1949 w Strzelnie) – polski duchowny rzymskokatolicki, doktor nauk teologicznych, biskup pomocniczy gnieźnieński w latach 1992–2002, arcybiskup metropolita poznański w latach 2002–2025, zastępca przewodniczącego Konferencji Episkopatu Polski w latach 2004–2014, przewodniczący Konferencji Episkopatu Polski w latach 2014–2024, wiceprzewodniczący Rady Konferencji Episkopatów Europy w latach 2016–2021, od 2025 arcybiskup senior archidiecezji poznańskiej.

## Życiorys

### Młodość i wykształcenie
Urodził się 19 października 1949 w Strzelnie jako jedno z trojga dzieci Leona i Zofii z domu Siupki. W 1967 ukończył tamtejsze liceum ogólnokształcące i złożył egzamin dojrzałości.
W latach 1967–1973 odbył studia filozoficzno-teologiczne w Prymasowskim Wyższym Seminarium Duchownym w Gnieźnie. Święceń prezbiteratu udzielił mu 9 czerwca 1973 w bazylice prymasowskiej Wniebowzięcia Najświętszej Maryi Panny w Gnieźnie kardynał Stefan Wyszyński. Inkardynowany został do archidiecezji gnieźnieńskiej. W latach 1973–1976 i 1977–1981 studiował w Papieskim Instytucie Biblijnym w Rzymie, gdzie w 1977 uzyskał licencjat, w międzyczasie w latach 1976–1977 we Franciszkańskim Studium Biblijnym w Jerozolimie. W latach 1981–1982 kształcił się na Papieskim Uniwersytecie Świętego Tomasza z Akwinu, gdzie w 1982 na podstawie dysertacji La liberazione e salvezza nel secondo libro dei Maccabei (Wyzwolenie i zbawienie według Drugiej Księgi Machabejskiej) uzyskał doktorat z teologii biblijnej.
W trakcie studiów w okresach wakacyjnych uczył się języków włoskiego, angielskiego, francuskiego i niemieckiego, wyjeżdżając do Perugii, Paryża, Brighton, Londynu i Pasawy.

### Prezbiter
W latach 1982–1983 był duszpasterzem w kościele Jana Chrzciciela w Gnieźnie. Organizował pielgrzymki diecezjalne do Palestyny i Egiptu. Wchodził w skład Biblijnej Komisji Przygotowawczej II Synodu Plenarnego.

### Działalność naukowo-dydaktyczna
W 1982 został zatrudniony jako wykładowca w Prymasowskim Wyższym Seminarium Duchownym w Gnieźnie. Prowadził wykłady z archeologii biblijnej, historii Starego i Nowego Testamentu, wstępu ogólnego do Pisma świętego, ewangelii synoptycznych, pism Janowych, teologii biblijnej, a także lektoraty z języków angielskiego i niemieckiego. W latach 1986–1989 był wicerektorem seminarium. Ponadto wykładał egzegezę Starego Testamentu w Prymasowskim Instytucie Teologicznym dla świeckich w Gnieźnie, Prymasowskim Instytucie Kultury Chrześcijańskiej w Bydgoszczy oraz w Wyższym Seminarium Duchownym Misjonarzy św. Rodziny w Kazimierzu Biskupim.
Pełnił funkcję sekretarza administracyjnego periodyku „Studia Gnesnensia”.

### Biskup

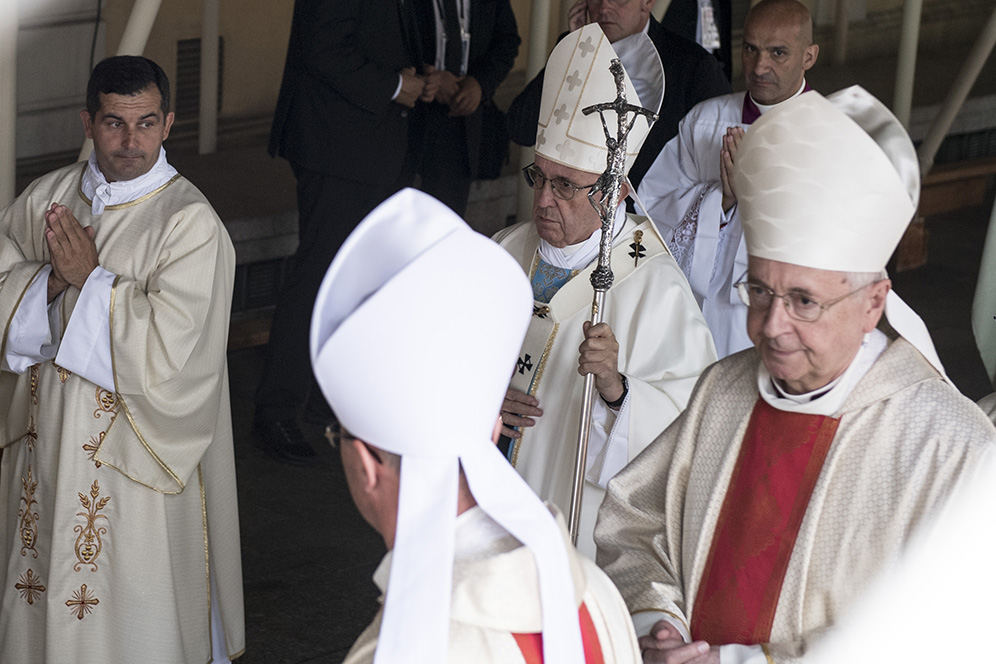
Stanisław Gądecki (po prawej) obok papieża Franciszka w trakcie mszy świętej z okazji 1050-lecia Chrztu Polski w Częstochowie (2016)

1 lutego 1992 został mianowany biskupem pomocniczym archidiecezji gnieźnieńskiej ze stolicą tytularną Rubicon. Święcenia biskupie otrzymał 25 marca 1992 w bazylice archikatedralnej Wniebowzięcia Najświętszej Maryi Panny w Gnieźnie. Głównym konsekratorem był kardynał Józef Glemp, prymas Polski, zaś współkonsekratorami Bogdan Wojtuś, biskup pomocniczy gnieźnieński, i Gerard Bernacki, biskup pomocniczy katowicki. Na swoje zawołanie biskupie przyjął słowa „Czynem i prawdą”, zaczerpnięte z Pierwszego Listu św. Jana (1 J 3,18). Od 1992 sprawował urząd wikariusza generalnego archidiecezji. W archidiecezji zajmował się sprawami katechizacji i szkół katolickich, duszpasterstwem młodzieży, duszpasterstwem zakonów i stałą formacją prezbiterów. Należał do kolegium konsultorów, rady kapłańskiej i rady duszpasterskiej. Pełnił funkcje dyrektora Archidiecezjalnego Studium Pastoralnego dla Świeckich, sekretarza Międzynarodowego Komitetu Organizacyjnego Obchodów Tysiąclecia Śmierci św. Wojciecha, a także przewodniczącego Rady Wydawniczej Gaudentinum.
28 marca 2002 papież Jan Paweł II mianował go arcybiskupem metropolitą poznańskim. Archidiecezję objął kanonicznie 2 kwietnia 2002, natomiast 20 kwietnia 2002 odbył ingres do archikatedry w Poznaniu. 29 czerwca 2002 na placu Świętego Piotra w Rzymie otrzymał od papieża paliusz. W latach 2004–2008 przeprowadził synod archidiecezjalny. Przyczynił się do zorganizowania w Poznaniu w 2009 przez wspólnotę Taizé Europejskiego Spotkania Młodych. W październiku 2024 ogłosił, że 29 czerwca 2024 w związku z osiągnięciem wkrótce wieku 75 lat złożył rezygnację ze sprawowanego urzędu, którą papież Franciszek przyjął 19 marca 2025. Następnie do 1 maja 2025, kiedy to archidiecezję kanonicznie przejął jego następca Zbigniew Zieliński, pełnił funkcję administratora apostolskiego archidiecezji.
W strukturach Konferencji Episkopatu Polski został w 1992 członkiem Komisji ds. Katolickiej Agencji Informacyjnej, a w latach 1994–1996 należał do Komisji ds. Duchowieństwa. W 1992 został wiceprzewodniczącym, a w 1994 przewodniczącym Komisji ds. Dialogu z Judaizmem, zaś w 1996 został wybrany na przewodniczącego Rady ds. Dialogu Religijnego. W 2002 wszedł w skład Rady Stałej. W latach 2004–2014 zajmował stanowisko wiceprzewodniczącego, a w latach 2014–2024 przewodniczącego Konferencji Episkopatu Polski. W latach 2006–2016 pełnił funkcję przewodniczącego Komisji Duszpasterstwa. W latach 2009–2014 należał Komisji Wspólnej Przedstawicieli Rządu RP i KEP. Ponadto w latach 1992–2014 był członkiem Rady Programowej Katolickiej Agencji Informacyjnej.
W latach 1995–2008 był konsultorem Papieskiej Komisji ds. Religijnych Relacji z Żydami. W 2014 papież Franciszek mianował go członkiem Kongregacji Nauki Wiary. W latach 2016–2021 był wiceprzewodniczącym Rady Konferencji Episkopatów Europy. Wziął udział w sesjach Synodu Biskupów dotyczących głoszenia słowa Bożego (2008), nowej ewangelizacji (2012), rodziny (2014 i 2015), młodzieży (2018) i synodalności (2023).
Zaangażowany na rzecz ekumenizmu i dialogu międzyreligijnego. Przyczynił się do utworzenia Poznańskiej Grupy Ekumenicznej, a także zainicjował Dni Judaizmu w Kościele katolickim w Polsce. Był członkiem Komitetu Budowy Muzeum Historii Żydów Polskich w Warszawie, a następnie wszedł w skład Komitetu Wspierania tego muzeum.
Konsekrował biskupów pomocniczych poznańskich: Damiana Bryla (2013) i Szymona Stułkowskiego (2019). Jako współkonsekrator uczestniczył podczas sakr biskupa pomocniczego gnieźnieńskiego Wojciecha Polaka (2003), biskupa diecezjalnego diecezji Miracema do Tocantins Philipa Dickmansa (2008), biskupa koadiutora diecezji Porto Nacional Romualda Kujawskiego (2008) i nuncjusza apostolskiego na Madagaskarze Tomasza Grysy (2022).

## Odznaczenia i wyróżnienia
W 2024 prezydent RP Andrzej Duda nadał mu Krzyż Komandorski z Gwiazdą Orderu Odrodzenia Polski.
W 2008 przyznano mu Srebrny Medal „Zasłużony Kulturze Gloria Artis”.
W 1992 nadano mu tytuł honorowego obywatela Strzelna, z którego zrezygnował w 1999 w związku z nieprzyznaniem podobnego wyróżnienia papieżowi Janowi Pawłowi II.
Otrzymał Menorę Dialogu, przyznaną przez Stowarzyszenie Coexist (2007), Nagrodę im. Księdza Idziego Radziszewskiego, przyznaną przez Zarząd Towarzystwa Naukowego KUL (za rok 2016), medal „W służbie Bogu i Ojczyźnie” Ordynariatu Polowego Wojska Polskiego (2019) oraz Medal za Zasługi dla KUL (2024).
W 2016 został afiliowany do zakonu franciszkanów przez ministra generalnego ojca Michaela Perry’ego, a w 2017 włączony do konfraterni zakonu paulinów.